# Blu-ray

Logo Blu-ray

Blu-ray disk (běžně zkracováno na BD, řidčeji BRD, někdy používané BR není přesné – složenina Blu-ray je považována za jedno slovo, zatímco celý název formátu zní „Blu-ray disk“, odtud zkratka BD) patří k třetí generaci optických disků, určených pro ukládání digitálních dat. Data se ukládají ve stopě tvaru spirály 0,1 mm pod povrch disku, příčný odstup stop je 0,35 μm. Pro čtení disků Blu-ray se používá laserové světlo s vlnovou délkou 405 nm. Technologii vyvinula japonská firma Sony ve spolupráci s firmou Philips, které následně se skupinou výrobců spotřební elektroniky založily organizaci Blu-ray Disc Association (BDA), která převzala dohled nad rozvojem a licencováním samotného formátu. Název disku pochází z anglického Blue ray, tj. modrý paprsek, označení související s barvou světla používaného ke čtení (písmeno „e“ bylo z názvu vypuštěno, aby jej bylo možné zaregistrovat jako ochrannou známku).

## Srovnání s jinými médii
| Typ média | λ      | NA   | Velikost pitů |
| --------- | ------ | ---- | ------------- |
| CD        | 780 nm | 0,45 | 0,6 μm        |
| DVD       | 650 nm | 0,6  | 0,32 μm       |
| BD        | 405 nm | 0,85 | 0,15 μm       |

Tak jako CD, má i blu-ray disk průměr 12 cm (v menší variantě 8 cm) a tloušťku 1,2 mm. Disky umožňují záznam dat s celkovou kapacitou až 25 GB u jednovrstvého disku, 50 GB u dvouvrstvého disku až po 100 GB u oboustranné dvouvrstvé varianty. Díky umístění záznamu 0,1 mm pod povrch je možné vyrobit hybridní disk s DVD i Blu-ray záznamem na jedné straně disku. Čtecí zařízení pro disky blu-ray jsou vyvíjena s ohledem na kompatibilitu s CD a DVD, tj. mají umožňovat čtení všech tří typů disků.
Jeho konkurenčním formátem byl jiný nově vyvíjený typ optického média – HD DVD. V rámci snahy o co největší kompatibilitu byly vyvinuty také hybridní mechaniky schopné číst jak HD DVD, tak Blu-ray. 19. února 2008 však firma Toshiba oznámila zastavení vývoje formátu HD DVD, čímž se Blu-ray stal de facto nástupnickým standardem nahrazujícím DVD.

Maximální (standardní) rozlišení videa na Blu-ray je 3840 × 2160 bodů, v již standardním poměru 16 : 9.

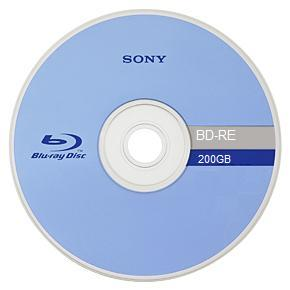
Experimentální Blu-ray disk o kapacitě 200 GB. Přepisovatelný disk je označený BD-RE.

## Blu-ray video
Blu-ray umožňuje uložit obraz a zvuk v lepší kvalitě než DVD, což se projeví zejména při zobrazení na plazmových a LCD - LED televizorech (rozdíl je zřetelnější při větší úhlopříčce).
Zatímco na DVD je obraz uložen ve formátu MPEG-2 v rozlišení 720 × 576 bodů v normě PAL, případně 720 × 480 bodů ve standardu NTSC, na Blu-ray může být záznam v rozlišení až 3840 × 2160 při 60 snímcích za sekundu. Obraz může být uložen, stejně jako u DVD, ve formátu MPEG-2, ale i v modernějším H.264/MPEG-4 Part 10: AVC, nebo SMPTE VC-1. Jako souborový systém je použit UDF 2.50.
Blu-ray nabízí až osm (7.1) zvukových kanálů a použití bezeztrátového formátu PCM, speciálně pro účely Blu-ray vylepšených kompresních formátů Dolby Digital Plus a DTS-HD High Resolution Audio a rovněž jejich bezeztrátových variant Dolby TrueHD a DTS-HD Master Audio. Pro sedmikanálový zvuk a zejména plné využití Dolby TrueHD a DTS-HD je zapotřebí příslušně vybavený receiver a sada reproduktorů.
Veškeré audiovizuální klipy jsou na Blu-Ray disku uloženy v souborech ve formátu BDAV MPEG-2 Transport Stream.
Nabídka filmů na blu-ray se rozšiřuje, byť ještě nedosahuje šíře nabídky DVD. Vzhledem k pomalému poklesu cen Blu-ray vypalovaček a současně dlouhodobě nízkým cenám HDD a Flashdisků není pravděpodobné, že v budoucnu Blu-ray plně nahradí formát DVD tak, jako se to stalo v případě generační obměny VHS za DVD.
Díky dostatečné kapacitě je na (vícevrstvých) Blu-ray discích distribuován trojrozměrný a 4K/UHD obsah.

## Profily Blu-ray
S postupným rozvojem formátu Blu-ray byla asociací BDA specifikace Blu-ray doplněná o nové funkce, které se označují jako profily Blu-ray. Tyto profily vyjadřují, které doplňkové vlastnosti disku Blu-ray (závislé na dodávaném obsahu) přehrávač nebo rekordér podporuje a které nikoliv:
- Profil 1.0 (výchozí)
- Profil 1.1 (Bonus View) – povinnost 256 MB úložného prostoru
- Profil 2.0 (BD-Live) – povinnost 1 GB úložného prostoru a připojení k internetu

Vzhledem ke změně hardwarových požadavků specifikace nelze u přehrávačů podporujících výchozí profil 1.0 provést povýšení na profil 1.1 nebo 2.0 softwarovou metodou (výjimku tvoří PlayStation 3, která disponovala HDD a připojením k internetu od počátku prodeje).

## Interaktivní funkce
Blu-ray filmy dále disponují interaktivní technologií BD-J (BD-Java), založenou na jazyce Java, známém z osobních počítačů a mobilních telefonů. Pomocí programového kódu, který se zpracovává přímo v přehrávači, jsou realizovaná například ovládací menu titulu, interaktivní rozhovory, hry a kvízy, které ovšem mohou být proti pseudohrám známým z DVD podstatně sofistikovanější. Díky připojení k internetu lze rovněž do paměti přehrávače stáhnout dodatečný bonusový obsah (nové dokumenty, fotky atd.). K využití těchto funkcí je potřeba disponovat přehrávačem s podporou profilu 2.0.

## Označení disků Blu-ray
- BD-ROM – disk pouze pro čtení
- BD-R – disk k jednorázovému zápisu
- BD-RE – přepisovatelný disk
- BD-XL – disk se zvýšenou paměťovou kapacitou
- BD 3D – disk s 3D obsahem
- Mini-BD – disk pro použití v přenosných zařízeních (videokamery apod.)

Označení vrstev:
- SL – Single Layer, označení základních disků s jednou vrstvou, někdy se neuvádí vůbec
- DL – Dual Layer, označuje se dvouvrstvý disk

## Typy Blu-ray disků
| Označení disku | Velikost disku | Průměr disku (cm) | Počet vrstev | Paměťová kapacita (GB) |
| -------------- | -------------- | ----------------- | ------------ | ---------------------- |
| BD             | Standardní     | 12                | 1            | 25,0                   |
| BD DL          | Standardní     | 12                | 2            | 50,1                   |
| BDXL           | Standardní     | 12                | 3            | 100,1                  |
| BDXL           | Standardní     | 12                | 4            | 128,0                  |
| Mini-BD        | Miniaturní     | 8                 | 1            | 7,8                    |
| Mini-BD DL     | Miniaturní     | 8                 | 2            | 15,6                   |

## Regionální kódy

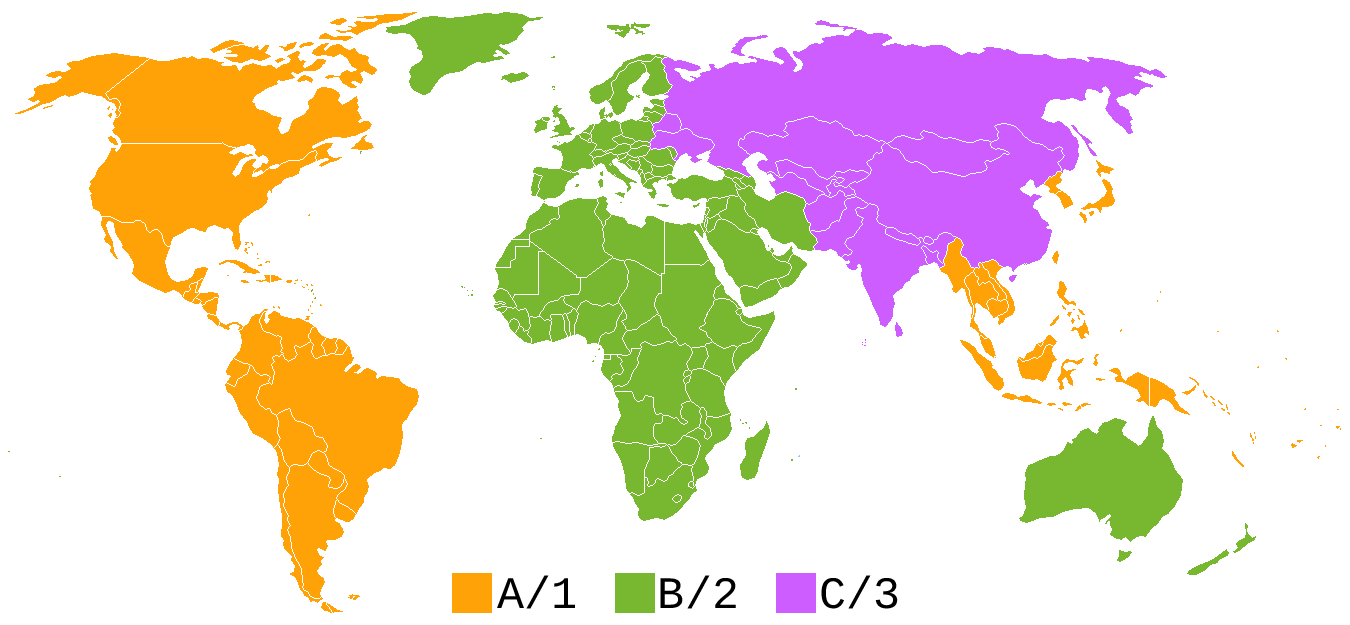
Regionální kódy Blu-ray disků

Regionální kódy filmů na Blu-ray discích se od kódů DVD filmů odlišují. Blu-ray filmy mají 3 regionální kódy:
- A/1 – Amerika, Japonsko, Severní Korea, Jižní Korea, Tchaj-wan, Hongkong a jihovýchodní Asie
- B/2 – Evropa, Afrika, Austrálie, Nový Zéland, Saúdská Arábie a Blízký východ
- C/3 – Indie, Rusko, střední a jižní Asie včetně Číny